# Steven Davis
Steven Davis (nascut el 1 gener 1985) és un futbolista professional nord-irlandès que juga com a migcampista pel Southampton FC de la Premier League i per la selecció d'Irlanda del Nord, de la qual és el capità. Davis va debutar amb la selecció absoluta el 2005 i des de llavors hi ha jugat més de 80 partits, en els quals hi ha marcat 8 gols. Fou el capità de la selecció a l'Eurocopa 2016.
Davis va començar la seva carrera a l'Aston Villa FC de la Premier League i va debutar amb el club el 2004 contra el Norwich City FC. Fou nomenat "Jugador Jove de l'any", "Jugador de l'Afició de l'Any" i "Jugador de l'Any" de la temporada 2005–06 després de jugar 42 partits en la temporada. Davis fou venut al Fulham FC per 4 milions de lliures l'estiu de 2007, i després va anar cedit al Rangers FC escocès el gener de 2008 en principi per sis mesos. Va formar part de l'equip que va assolir la final de la Copa de la UEFA 2007-2008 i que va guanyar la Copa de la Lliga escocesa de 2007–08 i la Copa escocesa 2007–08.
Al final de la temporada, fou traspassat definitivament al Rangers per 3 milions de lliures. Va jugar-hi 211 partits, i hi va guanyar tres títols consecutius de lliga, el 2009, 2010, i 2011, dues Copes i tres Copes de la Lliga. Arran de la insolvència declarada del club el 2012, Davis exercised va exercir el seu dret a rescindir el contracte, i va esdevenir agent lliure. Llavors, va retornar a la Premier League en fitxar pel Southampton FC.

## Estadístiques

### Club
A 15 maig 2016
| Club               | Temporada     | Lliga                   | Lliga   | Lliga | FA Cup  | FA Cup | Copa de la Lliga | Copa de la Lliga | Europa  | Europa | Total   | Total |
| Club               | Temporada     | Divisió                 | Partits | Gols  | Partits | Gols   | Partits          | Gols             | Partits | Gols   | Partits | Gols  |
| ------------------ | ------------- | ----------------------- | ------- | ----- | ------- | ------ | ---------------- | ---------------- | ------- | ------ | ------- | ----- |
| Aston Villa FC     | 2004–05       | Premier League          | 28      | 1     | 1       | 0      | 0                | 0                | —       | —      | 29      | 1     |
| Aston Villa FC     | 2005–06       | Premier League          | 35      | 4     | 4       | 2      | 3                | 2                | —       | —      | 42      | 8     |
| Aston Villa FC     | 2006–07       | Premier League          | 28      | 0     | 0       | 0      | 3                | 0                | —       | —      | 31      | 0     |
| Aston Villa FC     | Total         | Total                   | 91      | 5     | 5       | 2      | 6                | 2                | 0       | 0      | 102     | 9     |
| Fulham FC          | 2007–08       | Premier League          | 22      | 0     | 1       | 0      | 2                | 0                | —       | —      | 25      | 0     |
| Rangers FC (cedit) | 2007–08       | Scottish Premier League | 12      | 0     | 4       | 0      | 1                | 0                | 9       | 1      | 26      | 1     |
| Rangers            | 2008–09       | Scottish Premier League | 34      | 6     | 5       | 1      | 4                | 0                | 0       | 0      | 43      | 7     |
| Rangers            | 2009–10       | Scottish Premier League | 36      | 3     | 5       | 0      | 3                | 1                | 6       | 0      | 50      | 4     |
| Rangers            | 2010–11       | Scottish Premier League | 37      | 4     | 3       | 0      | 3                | 1                | 10      | 0      | 53      | 5     |
| Rangers            | 2011–12       | Scottish Premier League | 33      | 5     | 1       | 0      | 1                | 0                | 3       | 0      | 38      | 5     |
| Rangers            | Total         | Total                   | 152     | 18    | 18      | 1      | 12               | 2                | 28      | 1      | 210     | 22    |
| Southampton FC     | 2012–13       | Premier League          | 32      | 2     | 1       | 0      | 0                | 0                | —       | —      | 33      | 2     |
| Southampton FC     | 2013–14       | Premier League          | 34      | 2     | 3       | 0      | 3                | 2                | —       | —      | 40      | 4     |
| Southampton FC     | 2014–15       | Premier League          | 35      | 0     | 3       | 0      | 3                | 0                | —       | —      | 41      | 0     |
| Southampton FC     | 2015–16       | Premier League          | 34      | 5     | 1       | 0      | 3                | 0                | 3       | 0      | 41      | 5     |
| Southampton FC     | Total         | Total                   | 135     | 9     | 8       | 0      | 9                | 2                | 3       | 0      | 155     | 11    |
| Total carrera      | Total carrera | Total carrera           | 400     | 32    | 32      | 3      | 29               | 6                | 31      | 1      | 492     | 42    |

1. ↑  Partits a la Copa de la UEFA
2. ↑  Partits a la UEFA Champions League
3. ↑  Sis partits a la UEFA Champions League, quatre a la UEFA Europa League
4. ↑  Dos partits a la UEFA Champions League, i un a la UEFA Europa League
5. ↑  Partits a la UEFA Europa League

### Internacional
A 13 novembre 2015.
| Equip nacional   | Any   | Partits | Gols |
| ---------------- | ----- | ------- | ---- |
| Irlanda del Nord | 2005  | 10      | 1    |
| Irlanda del Nord | 2006  | 7       | 0    |
| Irlanda del Nord | 2007  | 9       | 0    |
| Irlanda del Nord | 2008  | 6       | 1    |
| Irlanda del Nord | 2009  | 7       | 0    |
| Irlanda del Nord | 2010  | 5       | 0    |
| Irlanda del Nord | 2011  | 7       | 2    |
| Irlanda del Nord | 2012  | 6       | 0    |
| Irlanda del Nord | 2013  | 8       | 1    |
| Irlanda del Nord | 2014  | 6       | 0    |
| Irlanda del Nord | 2015  | 8       | 3    |
| Total            | Total | 79      | 8    |